# 真実 (1960年の映画)
『真実』（しんじつ、原題: La Vérité）は、1960年のフランスの映画である。監督はアンリ＝ジョルジュ・クルーゾー、主演はブリジット・バルドーが務めている。

## あらすじ
ドミニク・マルソーは、妹のアニーとパリで暮らしながら、さまざまな男たちと関係を持っている。ジルベールは、指揮者になることを夢見て、アニーと同じ音楽学校に通っている。互いに惹かれ合ったドミニクとジルベールは肉体関係を結ぶが、やがて、2人の関係は破局を迎える。
月日が流れて、ドミニクは売春婦となり、ジルベールは指揮者となる。2人は再び一夜を共にするが、ジルベールはアニーと婚約している。ジルベールの目の前で拳銃自殺を図ったドミニクは、誤って彼を射殺する。後を追って死のうとした彼女はガス自殺を試みるが、警察に救助される。
ドミニクは殺人罪で裁判にかけられる。法廷から独房に戻った彼女は、割れた鏡の破片で手首を切り、自ら命を絶つのであった。

## キャスト
- ブリジット・バルドー - ドミニク・マルソー
- サミー・フレー - ジルベール

## 公開
フランスでは1960年11月2日に公開された。日本では1961年4月8日に公開された。

## 受賞とノミネート
| 年   | 映画賞                     | 賞           | 結果       |
| ---- | -------------------------- | ------------ | ---------- |
| 1961 | 第33回アカデミー賞         | 外国語映画賞 | ノミネート |
| 1961 | 第18回ゴールデングローブ賞 | 外国語映画賞 | 受賞       |

## 関連文献
- Crowther, Bosley (1961年6月27日). “Screen: Story of a Crime of Passion:Brigitte Bardot Stars in 'The Truth' Clouzot Movie Opens at Two Theatres”. The New York Times. 2019年7月20日閲覧。
- Barrett, Michael (2019年2月13日). “Brigitte Bardot and the Spectacle of the Trial in Clouzot's 'La Vérité'”. PopMatters. 2019年7月20日閲覧。
- Dillard, Clayton (2019年2月22日). “Blu-ray Review: Henri-Georges Clouzot's La Vérité on the Criterion Collection”. Slant Magazine. 2019年7月20日閲覧。